# بحيرة سينغكاراك
بحيرة سينغكاراك (بالإندونيسية: Danau Singkarak) هي بحيرة في سومطرة الغربية، إندونيسيا. وهي تقع بين مدينتي بادنغ (بانجانغ) وسولوك
.وتبلغ مساحته 107.8 كيلومتر مربع، ويبلغ طوله حوالي 21 كم وعرضه 7 كم. المخرج الطبيعي للمياه الزائدة هو نهر أومبيلين الذي يتدفق شرقا إلى مضيق ملقا.غير أن المشروع الكهرومائي قد حول معظم تدفق البحيرة إلى نهر أناي الذي يتدفق غربا إلى المحيط الهندي بالقرب من بادانغ. محطة طاقة سينغكاراك هذه تستخدم هذه المياه لتوليد الطاقة لمقاطعات سومطرة الغربية ورياو . وهناك نوع من الأسماك يسمى إيكان بيليه (ikan bilih)أو (Mystacoleucus padangensis) مستوطن في البحيرة، ويتم حصاده للاستهلاك البشري .خط السكك الحديدية، الذي يربط بادانغ و سواهلونتو سيجونجونغ، تسير علي طول البحيرة على الجانب الشرقي.

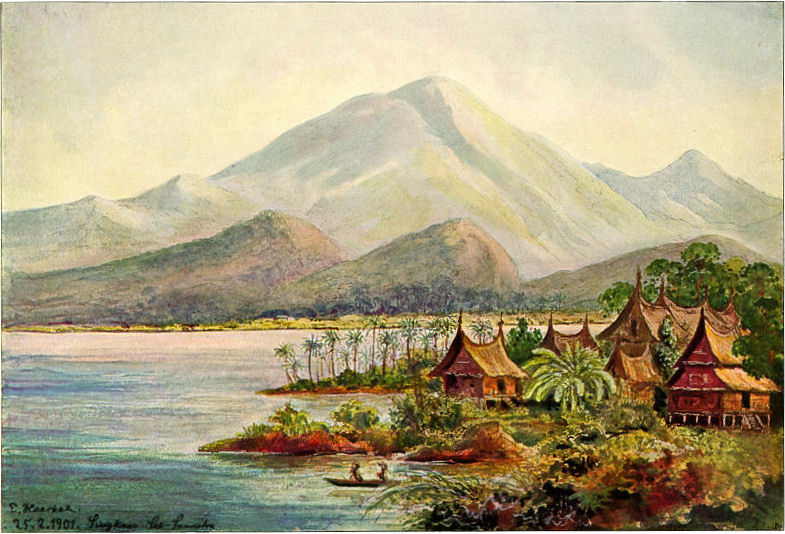
اللوحة لبحيرة سينغكاراك في عام 1901